# Vannes-sur-Cosson
Vannes-sur-Cosson é uma comuna francesa na região administrativa do Centro, no departamento Loiret. Estende-se por uma área de 35 km². Em 2010 a comuna tinha 619 habitantes (densidade: 17,7 hab./km²).